# Catesbaea
- Commons
- Wikispecies

Catesbaea é um género botânico pertencente à família Rubiaceae.

## Espécies
- Catesbaea campanulata
- Catesbaea ekmaniana
- Catesbaea elliptica
- Catesbaea erecta
- Catesbaea fasciculata
- Catesbaea flaviflora

## Classificação do gênero
| Sistema | Classificação                      | Referência               |
| ------- | ---------------------------------- | ------------------------ |
| Linné   | Classe Tetrandria, ordem Monogynia | Species plantarum (1753) |